# Фердинанд Максимилиан фон Изенбург-Бюдинген-Вехтерсбах
Фердинанд Максимилиан фон Изенбург-Бюдинген-Вехтерсбах (на немски: Ferdinand Maximilian III zu Ysenburg und Büdingen-Wachtersbach; * 24 октомври 1824, Вехтерсбах; † 5 юни 1903, Вехтерсбах) е от 1847 г. граф като Фердинанд Максимилиан III и от 1865 г. 1. княз на Изенбург-Бюдинген-Вехтерсбах.

## Биография
Той е единственият син на граф Адолф II фон Изенбург-Бюдинген (1795 – 1859) и съпругата му графиня Луиза Шарлота Филипина Фердинанда фон Изенбург-Филипсайх (1798 – 1877), дъщеря на граф Хайнрих Фердинанд фон Изенбург-Бюдинген-Филипсайх (1770 – 1838) и графиня Амалия Изабела Сидония фон Бентхайм-Текленбург (1768 – 1822).
През 1847 г. баща му Адолф се отказва в негова полза от управлението. От 9 октомври 1847 г. Фердинанд Максимилиан става граф. На 17 август 1865 г. той е издигнат на 1. княз на Изенбург-Бюдинген-Вехтерсбах.
Умира на 5 юни 1903 г. на 78 години във Вехтерсбах.

## Фамилия
Фердинанд Максимилиан се жени на 17 юли 1849 г. във Вилхелмсхьое за принцеса Августа Мария Гертруда фон Ханау, графиня фон Шаумбург (* 21 септември 1829, Нидердорфелден; † 18 септември 1887, Хале), дъщеря на курфюрст Фридрих Вилхелм I фон Хесен-Касел (1802 – 1875) и съпругата му принцеса Гетруда фон Ханау и Хоровитц (1803 – 1882). Те имат децата:
- Фридрих Вилхелм (1850 – 1933), княз на Изенбург-Бюдинген-Вехтерсбах, женен на 16 септември 1879 г. във Вехтерсбах за контеса Анна Добрзенски (1852 – 1913)
- Гертруда Филипина Александра Мария Августа Луиза (1855 – 1932), омъжена I. на 18 ноември 1875 г. (развод 1877) във Вехтерсбах за принц Адалберт фон Изенбург и Бюдинген в Бюдинген (1839 – 1885), син на княз Ернст Казимир II фон Изенбург и Бюдинген в Бюдинген, II. на 15 май 1878 г. (развод 1899) във Вехтерсбах за барон Роберт фон Пагенхардт (1852 – 1922)
- Герта Августа (1863 – 1945), омъжена на 11 април 1885 г. във Вехтерсбах за принц Вилхелм фон Саксония-Ваймар-Айзенах (1853 – 1924), син на принц Херман фон Саксония-Ваймар-Айзенах
- Вилхелм Филип Ото Максимилиан (1867 – 1904)